# Marmessoidea abbreviata
Marmessoidea abbreviata är en insektsart som beskrevs av Ludwig Redtenbacher 1908. Marmessoidea abbreviata ingår i släktet Marmessoidea och familjen Diapheromeridae. Inga underarter finns listade i Catalogue of Life.